# Wiesław Barwicz
Wiesław Barwicz (ur. 14 marca 1913 we Lwowie, zm. 18 stycznia 2002 w Izabelinie) – polski profesor inżynier elektronik.

## Życiorys
Wiesław Maria Oleg Barwicz urodził się 14 marca 1913 we Lwowie, w rodzinie Jarosława i Olgi z Friedmannów. Jego młodszy brat Zbigniew Jarosław Jan (1915–1940), podporucznik art. rez. został zamordowany przez NKWD w Charkowie. W 1932 r. ukończył Gimnazjum im. Romualda Traugutta w Brześciu nad Bugiem. W 1937 r. uzyskał dyplom na Oddziale Elektrycznym Wydziału Mechaniczno-Elektrycznego Politechniki Lwowskiej. Po uzyskaniu dyplomu wyjechał na roczną praktykę do Societé Generale d'Electricité de Paris. Po powrocie do Polski podjął pracę w „Polskich Zakładach Philips” w Warszawie, gdzie powierzono mu organizację i kierownictwo oddziału cewek pupinowskich.
Kampanię wrześniową odbył w szeregach szwadronu łączności Mazowieckiej Brygady Kawalerii. Po zakończeniu działań wojennych powrócił do Zakładów Philipsa w Warszawie, gdzie pracując jako zastępca kierownika produkcji lamp elektronowych miał możliwość zaopatrywania Armii Krajowej w trudno dostępne części radiowe. Za te zasługi, a zwłaszcza za wykonanie w warunkach konspiracyjnych serii 25 odbiorników radiowych został w 1944 r. odznaczony Srebrnym Krzyżem Zasługi przez gen. Bora-Komorowskiego.
W 1946 r. profesor Wiesław Barwicz został dyrektorem technicznym Państwowej Wytwórni Lamp Radiowych (PWLR), utworzonej w Dzierżoniowie z poniemieckiej fabryki lamp elektronowych (Telefunken). W 1956 r. wskutek jego starań powstał Przemysłowy Instytut Elektroniki, którego został pierwszym dyrektorem.
W roku 1954 na Wydziale Łączności Politechniki Wrocławskiej została utworzona Katedra Elektroniki, której kierownictwo powierzono inż. Barwiczowi, zatrudniając go na stanowisku zastępcy profesora. W roku 1956 został mianowany docentem, a w 1968 otrzymał tytuł profesora nadzwyczajnego. Po utworzeniu w roku 1968 Instytutu Technologii Elektronowej Politechniki Wrocławskiej został jego pierwszym dyrektorem i funkcję tę pełnił do roku 1977. Po przejściu na emeryturę w roku 1978 pracował nadal jako doradca naukowy w Ośrodku BadawczoRozwojowym Elektroniki Próżniowej.
Był inicjatorem i pionierem wielu nowoczesnych kierunków i technologii w dziedzinie elektroniki próżniowej. Dzięki niemu we Wrocławiu powstał silny ośrodek specjalizujący się w nowoczesnej technice mikrofalowej, w którym opracowano pierwsze w kraju lampy z falą bieżącą i mikrofalowe układy scalone. Ośrodek działa z powodzeniem do dzisiaj (obecnie jako oddział PIT) i ma znaczący udział w dobrej pozycji polskiej radiolokacji w świecie. W późniejszym czasie był inicjatorem prowadzenia prac dotyczących spawania elektronowego i innych zastosowań wiązki elektronowej w przemyśle. Jednym z jego ostatnich przedsięwzięć było przygotowanie zaplecza dla fabryki kolorowych kineskopów w Piasecznie Unitra-Polkolor (obecnie własność Technicolor SA (Technicolor Polska sp. z o.o.), wcześniej pod firmą Thomson).
Zmarł w Izabelinie k. Warszawy, pochowany na cmentarzu Parafii św. Franciszka z Asyżu (sektor 11-II-4).

## Książki
- Podstawy konstrukcji i technologii lamp elektronowych (PWT, 1957).
- Zastosowania optyki elektronowej (wraz z A. Mulakiem i H. Szymańskim, WKiŁ, 1969).
- Zastosowanie wiązek elektronowych w przemyśle i w badaniach naukowych (Unitra, 1974).
- Wiązka elektronowa w przemyśle (WNT, 1989).

## Ordery i odznaczenia
- Krzyż Oficerski Orderu Odrodzenia Polski (1974)[3]
- Krzyż Kawalerski Orderu Odrodzenia Polski (1958)[3]
- Srebrny Krzyż Zasługi (1944)
- Medal 10-lecia Polski Ludowej (8 stycznia 1955)[5]
- Brązowy Medal „Za zasługi dla obronności kraju” (1968)[6]
- Medal Politechniki Wrocławskiej

## Nagrody
- Nagroda Państwowa III stopnia (zespołowa) za opracowanie konstrukcyjne i technologiczne oraz uruchomienie produkcji lamp elektronowych, a także za prace w kierunku wprowadzenia podstawowych materiałów krajowych do tej produkcji (1952)[7]
- Nagroda Komitetu Nauki i Techniki (1969)[6]